# Buteo bannermani
El busardo de Cabo Verde (Buteo bannermani) es una especie de ave accipitriforme de la familia Accipitridae endémica de Cabo Verde. A veces es tratada como una subespecie del busardo ratonero (Buteo buteo).

## Descripción
Es similar en tamaño y dimensiones al busardo ratonero (Buteo buteo), se diferencian por algunas características en el plumaje.

## Distribución
Es endémico del archipiélago de Cabo Verde. La población total estimada de la especie es de unas pocas decenas de parejas, concentradas principalmente en las islas de Santiago y Santo Antão.